# 拉努韦勒港
拉努韦勒港（法語：Port-la-Nouvelle，法語發音：[pɔʁ la nuvɛl] ⓘ）是法国奥德省的一个市镇，属于纳博讷区。

## 地理
拉努韦勒港（43°1'12"N, 3°2'46"E）面积28.55 平方千米，位于法国奧克西塔尼大區奥德省，该省份为法国南部沿海省份，北起塔恩省，西北接上加龙省，西接阿列日省，南至东比利牛斯省，东临地中海，东北与埃罗省接壤。
与拉努韦勒港接壤的市镇（或旧市镇、城区）包括：格吕桑、拉帕尔姆、勒卡特、纳博讷、锡让、罗克福尔-德科比耶尔。

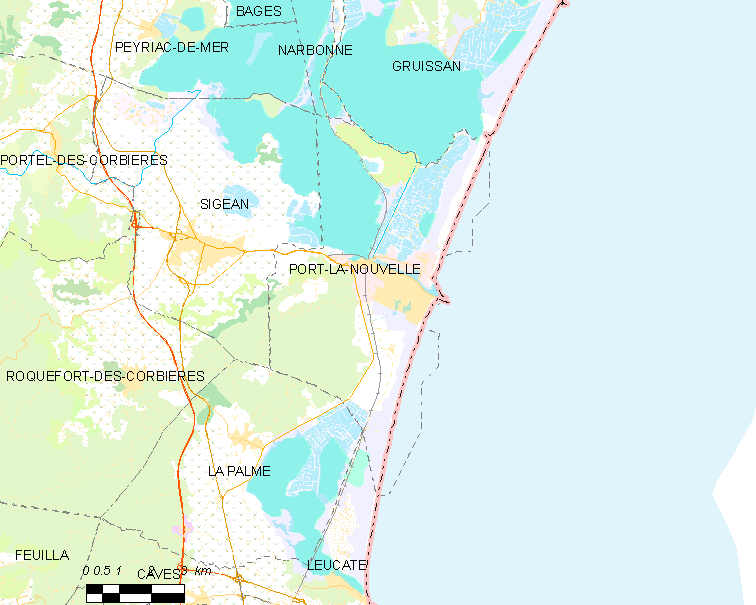
拉努韦勒港的OSM定位图

拉努韦勒港的时区为UTC+01:00、UTC+02:00（夏令时）。

## 行政
拉努韦勒港的邮政编码为11210，INSEE市镇编码为11266。

## 政治
拉努韦勒港所属的省级选区为地中海科比耶尔县。

## 人口

1962-2008年间拉努韦勒港人口变化图示

拉努韦勒港于2022年1月1日时的人口数量为5882人。